# Eric Wagner
Pour les articles homonymes, voir Wagner.
Eric Wagner, né le 24 avril 1959 à Chicago aux États-Unis et mort dans le même pays le 22 août 2021 à Las Vegas, est un chanteur américain. 
Il est principalement connu pour son travail au sein du groupe de doom metal Trouble dont il est un des membres fondateurs. Après avoir quitté ce groupe, Eric Wagner se joint à Danny Cavanagh d'Anathema avec qui il enregistre un album sous le patronyme de Lid. Il retourne ensuite dans Trouble de 2000 à 2008, période à laquelle il participe aussi à l'album Probot de Dave Grohl. 
Après son départ de Trouble, il fonde le groupe Blackfinger et annonce en 2012 la création de The Skull aux côtés de Ron Holzner et Jeff « Oly » Olson, eux aussi anciens membres de Trouble.
Il meurt d'une pneumonie due à une infection au Covid-19.

## Discographie

### Trouble
- 1984 - Psalm 9
- 1985 - The Skull
- 1987 - Run to the Light
- 1990 - Trouble
- 1992 - Manic Frustration
- 1995 - Plastic Green Head
- 2007 - Simple Mind Condition
- 2007 - Unplugged

### Lid
- 1996 - Lid (démo)
- 1997 - In the Mushroom

### Blackfinger
- 2014 - Blackfinger
- 2017 - When Colors Fade Away

### The Skull
- 2014 - For Those Which Are Asleep

### autres apparitions
- 2004 - Probot - Probot sur My Tortured Soul